# Kratochviliella bicapitata
Kratochviliella bicapitata is een spinnensoort in de taxonomische indeling van de hangmatspinnen (Linyphiidae).
Het dier behoort tot het geslacht Kratochviliella. De wetenschappelijke naam van de soort werd voor het eerst geldig gepubliceerd in 1938 door František Miller.